# Тараканов, Павел Владимирович
Па́вел Влади́мирович Тарака́нов (род. 21 июня 1982, Кишинёв) — российский государственный и политический деятель. Первый заместитель губернатора Ханты-Мансийского автономного округа – Югры с 25 ноября 2024 года.
Сенатор от исполнительной власти Тюменской области, член Комитета Совета Федерации по бюджету и финансовым рынкам (7 сентября 2018 — 25 сентября 2024). Заместитель губернатора Тюменской области, руководитель представительства правительства Тюменской области в органах государственной власти Российской Федерации (25 сентября — 25 ноября 2024, февраль 2012 — 17 сентября 2018).
Из-за поддержки нарушения территориальной целостности Украины во время российско-украинской войны находится под персональными международными санкциями  Евросоюза, США, Великобритании и ряда других стран.

## Биография
Родился 21 июня 1982 года в Кишинёве.
В 1998 году поступил в МГТУ им. Баумана, затем перешёл в Чеченский государственный университет, который окончил в 2003 году по специальности «радиотехника». Позднее, в 2006 году, в МГТУ им. Н. Э. Баумана защитил диссертацию по теме «Роль и место молодежных организаций в политической системе современного российского общества», став кандидатом политических наук. 
В 2002 году занял должность председателя правления регионального отделения движения «Идущие вместе» в Чеченской Республике. Являлся помощником председателя правительства и главы Чеченской Республики.
С 2005—2007 годы лидер движения «Идущие вместе».
В декабре 2007 года был избран депутатом Государственной думы Российской Федерации пятого созыва 2007—2011 годов в составе федерального списка кандидатов, выдвинутого Либерально-демократической партией России (ЛДПР), был избран председателем комитета Государственной думы по делам молодёжи.
Являлся членом Постоянной комиссии Межпарламентской Ассамблеи СНГ по социальной политике и правам человека.
В 2012—2018 годах — заместитель губернатора Тюменской области, руководитель Представительства Тюменской области в органах государственной власти Российской Федерации.
В июне 2018 года стал членом партии «Единая Россия».
В сентябре 2018 года по решению губернатора области Александра Моора наделён полномочиями члена Совета Федерации от Тюменской области. 15 сентября 2023 года полномочия были продлены. В сенате являлся членом Комитета СФ по бюджету и финансовым рынкам.
25 сентября 2024 года назначен заместителем губернатора Тюменской области, руководителем представительства правительства Тюменской области в органах государственной власти Российской Федерации.
25 ноября 2024 года назначен первым заместителем Губернатора Ханты-Мансийского автономного округа — Югры. В данной должности курирует вопросы внутренней политики, молодёжной политики, гражданских инициатив, внешних связей, региональной безопасности и защиту прав коренных малочисленных народов.

### Личная жизнь
Женат, воспитывает двоих детей.

## Награды
- Медаль ордена «За заслуги перед Отечеством» II степени (2005)[14]
- Медаль «За заслуги перед Чеченской Республикой» (2006)[1]